# العلاقات الكيريباتية النيكاراغوية
العلاقات الكيريباتية النيكاراغوية هي العلاقات الثنائية التي تجمع بين كيريباتي ونيكاراغوا.

## مقارنة بين البلدين
هذه مقارنة عامة ومرجعية للدولتين:
| وجه المقارنة                                              | كيريباتي                        | نيكاراغوا        |
| --------------------------------------------------------- | ------------------------------- | ---------------- |
| المساحة (كم2)                                             | 811                             | 130.38 ألف       |
| عدد السكان (نسمة)                                         | 116.40 ألف                      | 6.22 مليون       |
| الكثافة السكانية (ن./كم²)                                 | 14.35 ألف                       | 47.71            |
| العاصمة                                                   | جنوب تاراوا                     | ماناغوا          |
| اللغة الرسمية                                             | لغة إنجليزية، اللغة الكيريباتية | اللغة الإسبانية  |
| العملة                                                    | دولار كريباتي، دولار أسترالي    | كوردبا نيكاراغوا |
| الناتج المحلي الإجمالي (بليون دولار)                      | 196.15 مليون                    | 13.81 مليار      |
| الناتج المحلي الإجمالي (تعادل القوة الشرائية) بليون دولار | 224.26 مليون                    | 31.63 مليار      |
| الناتج المحلي الإجمالي الاسمي للفرد دولار أمريكي          | 1.42 ألف                        | 2.09 ألف         |
| الناتج المحلي الإجمالي للفرد دولار أمريكي                 | 1.81 ألف                        | 4.92 ألف         |
| مؤشر التنمية البشرية                                      | 0.590                           | 0.631            |
| رمز المكالمات الدولي                                      | +686                            | +505             |
| رمز الإنترنت                                              | .ki                             | .ni              |
| المنطقة الزمنية                                           |                                 | 00               |

## منظمات دولية مشتركة
يشترك البلدان في عضوية مجموعة من المنظمات الدولية، منها:
| علم المنظمة | اسم المنظمة                   | تاريخ انضمام كيريباتي | تاريخ انضمام نيكاراغوا |
| ----------- | ----------------------------- | --------------------- | ---------------------- |
|             | منظمة حظر الأسلحة الكيميائية  | ?                     | ?                      |
|             | البنك الدولي للإنشاء والتعمير | 29 سبتمبر 1986        | 14 مارس 1946           |
|             | الأمم المتحدة                 | 14 سبتمبر 1999        | 24 أكتوبر 1945         |
|             | يونسكو                        | 24 أكتوبر 1989        | 22 فبراير 1952         |
|             | مؤسسة التنمية الدولية         | 2 أكتوبر 1986         | 30 ديسمبر 1960         |
|             | مؤسسة التمويل الدولية         | 2 أكتوبر 1986         | 20 يوليو 1956          |
|             | الاتحاد البريدي العالمي       | ?                     | ?                      |
|             | الاتحاد الدولي للاتصالات      | 3 نوفمبر 1986         | 12 مايو 1926           |

## وصلات خارجية
- موقع وزارة الخارجية النيكاراغوية